# بني علي (فزواطة)
بني علي هي إحدى مشيخات المملكة المغربية، تتبع جغرافيا لإقليم زاكورة وإداريًا لفزواطة. يقدر عدد سكانها بـ 15337 نسمة حسب الإحصاء الرسمي للسكان والسكنى لسنة 2004.